# العلاقات الإندونيسية الكونغوية
العلاقات الإندونيسية الكونغولية هي العلاقات الثنائية التي تجمع بين إندونيسيا وجمهورية الكونغو.

## مقارنة بين البلدين
هذه مقارنة عامة ومرجعية للدولتين:
| وجه المقارنة                                              | إندونيسيا         | [[تصنيف:صفحات تستخدم رمز علم غير موجود\|]] جمهورية الكونغو |
| --------------------------------------------------------- | ----------------- | ---------------------------------------------------------- |
| المساحة (كم2)                                             | 1.90 مليون        | 342.00 ألف                                                 |
| عدد السكان (نسمة)                                         | 263.99 مليون      | 5.26 مليون                                                 |
| الكثافة السكانية (ن./كم²)                                 | 138.94            | 15.38                                                      |
| العاصمة                                                   | جاكرتا            | برازافيل                                                   |
| اللغة الرسمية                                             | اللغة الإندونيسية | لغة فرنسية                                                 |
| العملة                                                    | روبية إندونيسية   | فرنك وسط أفريقي                                            |
| الناتج المحلي الإجمالي (بليون دولار)                      | 1.02 تريليون      | 8.72 مليار                                                 |
| الناتج المحلي الإجمالي (تعادل القوة الشرائية) بليون دولار | 2.85 تريليون      | 29.48 مليار                                                |
| الناتج المحلي الإجمالي الاسمي للفرد دولار أمريكي          | 3.35 ألف          | 1.85 ألف                                                   |
| الناتج المحلي الإجمالي للفرد دولار أمريكي                 | 10.52 ألف         |                                                            |
| مؤشر التنمية البشرية                                      | 0.684             | 0.591                                                      |
| رمز المكالمات الدولي                                      | +62               | +242                                                       |
| رمز الإنترنت                                              | .id               | .cg                                                        |
| المنطقة الزمنية                                           |                   | ت ع م+01:00                                                |

## منظمات دولية مشتركة
يشترك البلدان في عضوية مجموعة من المنظمات الدولية، منها:
| علم المنظمة | اسم المنظمة                               | تاريخ انضمام إندونيسيا | تاريخ انضمام جمهورية الكونغو |
| ----------- | ----------------------------------------- | ---------------------- | ---------------------------- |
|             | البنك الدولي للإنشاء والتعمير             | 13 أبريل 1967          | 10 يوليو 1963                |
|             | يونسكو                                    | 27 مايو 1950           | 24 أكتوبر 1960               |
|             | منظمة التجارة العالمية                    | ?                      | ?                            |
|             | وكالة ضمان الاستثمار متعدد الأطراف        | 12 أبريل 1988          | 16 أكتوبر 1991               |
|             | منظمة الشرطة الجنائية الدولية             | 5 أكتوبر 1954          | ?                            |
|             | مؤسسة التمويل الدولية                     | 23 أبريل 1968          | 1 أكتوبر 1980                |
|             | الأمم المتحدة                             | 28 سبتمبر 1950         | 20 سبتمبر 1960               |
|             | مؤسسة التنمية الدولية                     | 20 أغسطس 1968          | 8 نوفمبر 1963                |
|             | الفريق المعني برصد الأرض                  | ?                      | ?                            |
|             | منظمة حظر الأسلحة الكيميائية              | ?                      | ?                            |
|             | المركز الدولي لتسوية المنازعات الاستشارية | 28 أكتوبر 1968         | 14 أكتوبر 1966               |

## وصلات خارجية
- موقع وزارة الخارجية الإندونيسية